# Jürgen Kaube

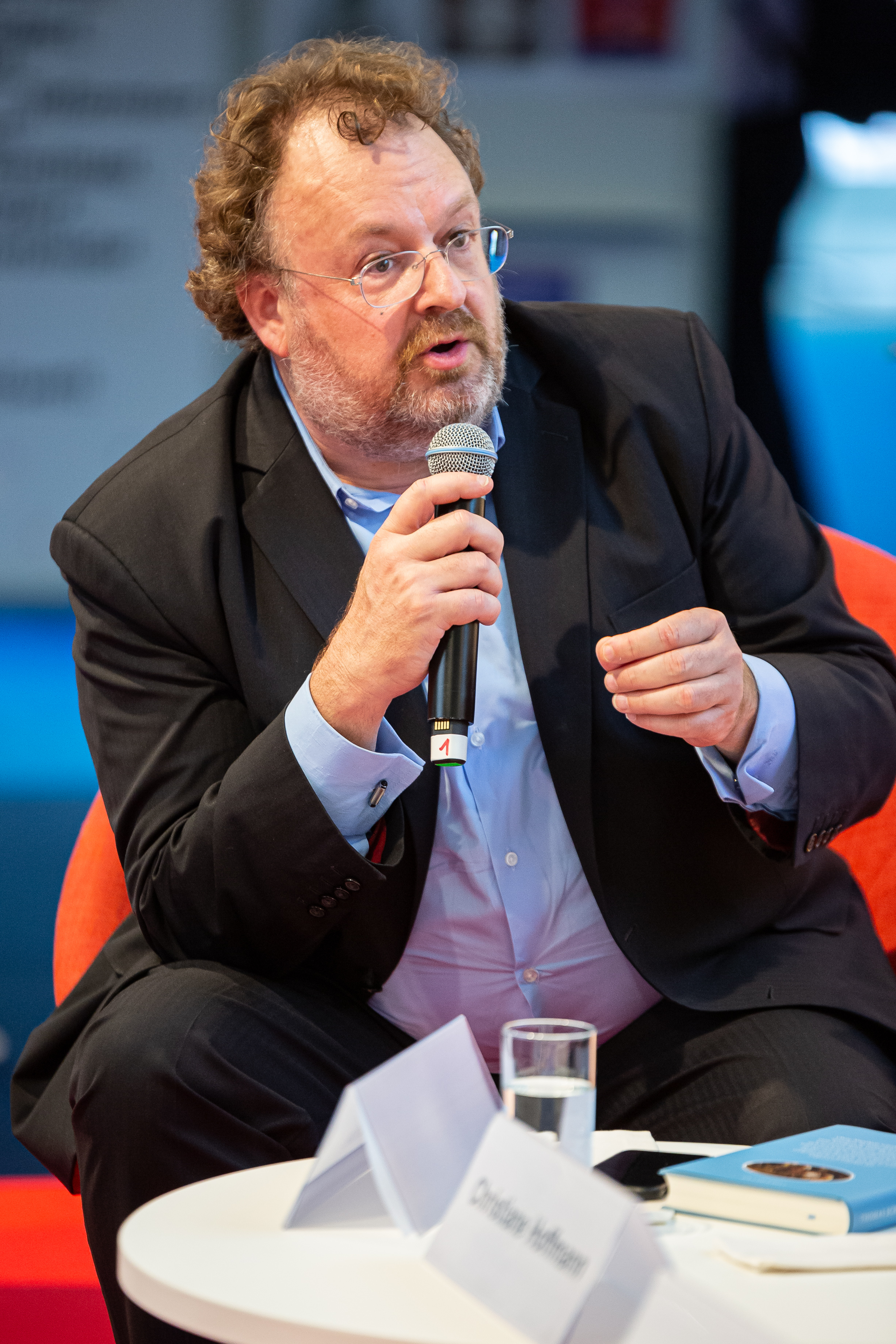
Jürgen Kaube (2018)

Jürgen Kaube (* 19. Juni 1962 in Worms) ist ein deutscher Journalist und Soziologe. Er ist einer der vier Herausgeber der Frankfurter Allgemeinen Zeitung (FAZ) und dort zuständig für das Feuilleton.

## Leben
Kaube erlangte sein Abitur an der Darmstädter Justus-Liebig-Schule. Ab 1983 studierte er an der FU Berlin zunächst sechs Semester Philosophie, Germanistik und Kunstgeschichte. Anschließend wechselte Kaube zu den Wirtschaftswissenschaften und schloss als Diplom-Volkswirt ab. Zwei Semester lang war er als Hochschulassistent für Soziologie am Lehrstuhl für Allgemeine Soziologie der Universität Bielefeld tätig. Als seinen „soziologischen Lehrer“ bezeichnet er Niklas Luhmann.
Seit 1992 schrieb Kaube regelmäßig für das Feuilleton der Frankfurter Allgemeinen Zeitung. 1999 trat er zunächst in die Berliner Redaktion ein und wechselte 2000 nach Frankfurt am Main, wo er schwerpunktmäßig über Wissenschafts- und Bildungspolitik recherchierte und schrieb. Ab 2008 leitete er das Ressort „Geisteswissenschaften“. In der Frankfurter Allgemeinen Sonntagszeitung verantwortete er die wissenschaftsjournalistische Kolumne „Erkenntnis und Interesse“, heute umbenannt in „Soziale Systeme“. Im Januar 2012 wurde Kaube einer der Stellvertreter des damaligen FAZ-Kulturchefs Nils Minkmar. Am 9. Dezember 2014 berief ihn der Aufsichtsrat der FAZ zum 1. Januar 2015 in den Herausgeberkreis der Zeitung, als Nachfolger des im Juni 2014 verstorbenen Frank Schirrmacher. Er ist wie dieser für das Feuilleton zuständig.
Kaube war mehrere Jahre Lehrbeauftragter im Bereich „Neuere Deutsche Literaturwissenschaft“ am Germanistischen Seminar der Universität Heidelberg. Seit 2008 ist er Mitglied des Hochschulrates der Universität Münster.
Er ist Mitglied in der Deutschen Akademie für Fußball-Kultur. Weiterhin ist Kaube seit 23. Juni 2017 Mitglied im Senat der Max-Planck-Gesellschaft.
Kaube ist mit der Ballettkritikerin Wiebke Hüster verheiratet.

## Ehrungen
2012 verlieh die Stiftung Marktwirtschaft Kaube den Swift-Preis für Wirtschaftssatire.
Mit seinem Sachbuch über Max Weber, Max Weber – Ein Leben zwischen den Epochen, war Kaube 2014 für den Preis der Leipziger Buchmesse (Kategorie: Sachbuch/Essayistik) nominiert.
2015 erhielt Jürgen Kaube den Ludwig-Börne-Preis. Der Laudator, der Historiker Dan Diner, würdigte Kaubes Befähigung, „die wissenschaftliche Kultur von Geist und Sache in luzider Klarheit und begriffsnaher Zuspitzung in den öffentlichen Raum zu tragen“. Jürgen Kaube stehe mit oft scharfen Urteilen wie Ludwig Börne in der Tradition der Aufklärung. Zusammen mit dem Büchnerpreisträger Rainald Goetz wurde Jürgen Kaube – jener für seine Dankrede zum Preis, dieser für seine Lobrede auf den Preisträger – vom Tübinger Seminar für Allgemeine Rhetorik mit der Auszeichnung „Rede des Jahres 2015“ geehrt.
Für die Biografie Hegels Welt wurde Kaube 2021 mit dem erstmals vergebenen Deutschen Sachbuchpreis ausgezeichnet.

## Schriften (Auswahl)
- Die gespaltene Gesellschaft. Zusammen mit André Kieserling. Rowohlt Berlin, Berlin 2022, ISBN 978-3-7371-0148-6.
- Hegels Welt. Rowohlt Berlin, Berlin 2020, ISBN 978-3-87134-805-1.
- Ist die Schule zu blöd für unsere Kinder? Rowohlt Berlin, Berlin 2019, ISBN 978-3-7371-0053-3.
- Lob des Fußballs. Beck, München 2018, ISBN 978-3-406-70051-4.
- Die Anfänge von Allem. Rowohlt Berlin 2017, ISBN 978-3-87134-800-6.
- Im Reformhaus. Zur Krise des Bildungssystems. Zu Klampen, Springe 2015, ISBN 978-3-8667-4407-3.
- Max Weber – Ein Leben zwischen den Epochen. Rowohlt, Berlin 2014, ISBN 978-3-87134-575-3.
- (Hrsg. zusammen mit Johannes F.K. Schmidt): Die Wirklichkeit der Universität. Rudolf Stichweh zum 60. Geburtstag (= Soziale Systeme. Zeitschrift für soziologische Theorie 16,2, 2010), ISBN 978-3-8282-0560-4.
- (Hrsg.): Die Illusion der Exzellenz. Lebenslügen der Wissenschaftspolitik (= Wagenbachs Taschenbücherei. 604). Wagenbach, Berlin 2009, ISBN 978-3-8031-2604-7.
- Otto Normalabweicher. Der Aufstieg der Minderheiten, Zu Klampen, Springe 2007, ISBN 978-3-86674-014-3.